# پاپونیست آیلند (ماساچوست)
پاپونیست آیلند (به انگلیسی: Popponesset Island) یک منطقهٔ مسکونی در ایالات متحده آمریکا است که در شهرستان برنستبل، ماساچوست واقع شده‌است. پاپونیست آیلند ۰٫۹۹ کیلومتر مربع مساحت و ۲۶ نفر جمعیت دارد و ۰٫۰ متر بالاتر از سطح دریا واقع شده‌است.